# Madapur, Kushtagi
Madapur là một làng thuộc tehsil Kushtagi, huyện Koppal, bang Karnataka, Ấn Độ.